# 쉬양
쉬양(중국어 간체자: 施扬, 정체자: 施揚, 병음: Shī Yáng, 한자음: 시양, 1989년 1월 4일 ~ )은 중화인민공화국의 수영 선수로 주종목은 접영이다. 2014년 인천 아시안 게임 남자 접영 50m 결승 경기에서 금메달을 획득했다.